# Gmina Siemiątkowo
Gmina Siemiątkowo là một gmina nông thôn (quận hành chính) ở huyện Żuromin, Masovian Voivodeship, ở miền đông trung bộ Ba Lan. Khu vực hành chính của nó là làng Siemiątkowo, nằm khoảng 23 kilômét (14 mi) về phía đông nam của Żuromin và 99 km (62 mi) về phía tây bắc của thủ đô Warsaw.
Gmina có diện tích 112,07 kilômét vuông (43,3 dặm vuông Anh)   và tính đến năm 2006, tổng dân số của nó là 3,567 người.

## Làng
Gmina Siemiątkowo bao gồm các làng và các khu định cư như Antoniewo, Budy Koziebrodzkie, Chomęc, Chrapoń, Cyndaty, Dzban, Dzieczewo, Goszczk, Gradzanowo Kościelne, Gutkowo, Julianowo, Karolinowo, Kolonia Siemiątkowska, Krzeczanowo, Łaszewo, Łaszewo-Wietrznik, Nowa Wies, Nowe Budy Osieckie, Nowopole, Osowa Drobińska, Osowa Krzeczanowska, Osowa Łaszewska, Pijawnia, Rostowa, Siciarz, Siemiątkowo, Siemiątkowo-Kosmy, Siemiątkowo-Rechty, Siemiątkowo-Rogale, Siemiątkowo-Siódmaczka, Sokołowy Kat, Stare Budy Osieckie, Suwaki, Wojciechowo, Wola Łaszewska, Wolany, Zaborze Krzeczanowskie, Ziemiany và Złe Borki.

## Gmina lân cận
Gmina Siemiątkowo được bao quanh bởi các gmina khác như Bieżuń, Raciąż, Radzanów và Zawidz.